# Notylia punoensis
Notylia punoensis är en orkidéart som beskrevs av David Edward Bennett och Eric Alston Christenson. Notylia punoensis ingår i släktet Notylia och familjen orkidéer.
Artens utbredningsområde är Peru. Inga underarter finns listade i Catalogue of Life.